# たかしまちせこ
たかしま ちせこ（たかしま ちせこ、1940年7月25日 - ）は、日本の翻訳家、脚本家。

## 来歴・人物
東京出身。中央大学卒業。日本脚本家連盟に加盟。多くの海外作品で吹き替え翻訳をしている。夫はの音響監督、演出家の蕨南勝之。
『白バイ野郎ジョン&パンチ』で翻訳を担当した際は、作品を面白くするためにオリジナル脚本とは真逆の台詞にすることもあったという。

## 主な翻訳作品

### 映画
- アウト・オブ・サイト（日本テレビ版）
- アラビアのロレンス（テレビ東京版）
- アンタッチャブル（テレビ朝日版）
- エアポート'77/バミューダからの脱出（テレビ朝日版）
- エイリアン シリーズ
  - エイリアン（テレビ朝日版）
  - エイリアン2（テレビ朝日1989年版・テレビ朝日1993年版）
  - エイリアン3（テレビ朝日版）
- キングコング（テレビ朝日1998年版）
- 刑事ジョン・ブック 目撃者（テレビ朝日版）
- ゲッタウェイ（テレビ朝日1994年版・追加録音部分も担当）
- ゴーストバスターズ（フジテレビ版）
- 地上より永遠に（正規盤ソフト版）
- コピーキャット（テレビ東京版）
- ザ・エージェント（日本テレビ版）
- ジョーズ'87 復讐篇（テレビ朝日版）
- 推定無罪（テレビ朝日版）
- セブン（テレビ東京版）
- タイタニック（ソフト版）
- タイトロープ（テレビ朝日版）
- ダイヤルM（テレビ朝日版）
- 沈黙の要塞（テレビ朝日版）
- 逃亡者（テレビ朝日版）
- トゥルーライズ（フジテレビ版）
- トッツィー（フジテレビ版）
- ネバーエンディング・ストーリー（テレビ朝日版）
- ネバーエンディング・ストーリー3（テレビ朝日版）
- バタリアン
- バック・トゥ・ザ・フューチャーシリーズ（テレビ朝日版、日本テレビ版、BSジャパン版）
- 羊たちの沈黙（テレビ朝日版）
- ペイルライダー
- ベン・ハー（テレビ東京版・追加録音部分も担当）
- ホーム・アローン（テレビ朝日版）
- ホーム・アローン2（テレビ朝日版）
- マネキン（テレビ朝日版）
- レモ/第1の挑戦
- ワーキング・ガール（テレビ朝日版）
- JFK（テレビ朝日版）
- 007 シリーズ
  - 007 リビング・デイライツ（テレビ朝日版）
  - 007 ゴールデンアイ（テレビ朝日版）

### 海外ドラマ
- 華麗な探偵ピート&マック
- 白バイ野郎ジョン&パンチ
- 心理探偵フィッツ
- 名探偵ダウリング神父
- リバーハウスの虹

#### 海外アニメ
- 飛べ！宇宙戦艦ムサシ
- 天使のわんちゃん チャーリーとイッチー

### 舞台
- 第十七捕虜収容所（劇団青年座）
- 黄昏（劇団青年座）
- 朝食まで居たら？（劇団青年座）
- 招かれざる客（劇団青年座）

### 書籍
- グッバイガール